# Dalhems IF
Dalhems IF är en handbollsklubb från Malmö, bildad 1 oktober 1954 genom en utbrytning från SJ gymnastik o idrottsförening. Handbollssektionen bildades 1957. Herrjuniorlaget blev svenska juniormästare 1977. Herrlaget vann Svenska Cupen i handboll säsongen 1982/1983. Damlaget spelade två säsonger i högsta serien, 1985/1986 och 1986/1987.
Dalhems IF var moderklubb för landslagsmålvakten Mats Olsson. 
Inför säsongen 2017/2018 gick föreningen samman med HK Malmö.